# Šiaurės miestelis

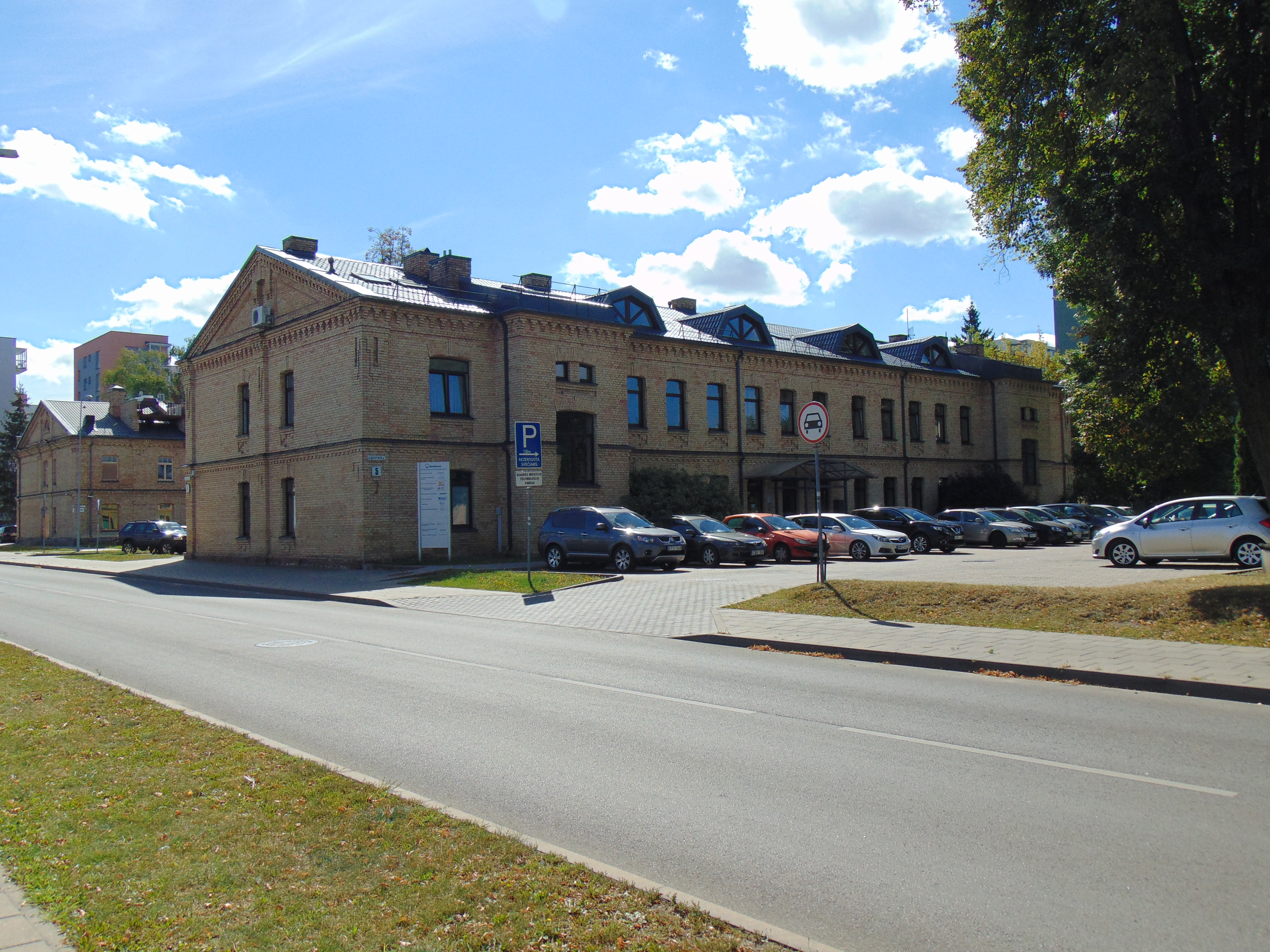
Ehemalige Kasernen

Šiaurės miestelis (dt. 'Nördliches Städtchen') ist ein Stadtteil in der litauischen Hauptstadt Vilnius. Er befindet sich zwischen Žirmūnai und Šnipiškės im Amtsbezirk Žirmūnai. Der Stadtteil wurde seit dem 19. Jahrhundert als Militärgebiet im zaristischen Russland und später in der Sowjetunion benutzt. Jetzt gibt es hier viele neu gebaute Wohnhäuser, einen Technologiepark (seit 2011), die Abteilung Vilnius der Arbeitsagentur Litauens und das Kaufzentrum Ogmios miestas.